# Вида (Бенин)
Ви́да или Уи́да (фр. Ouidah) — город в Бенине, расположенный в южной части страны, на побережье Гвинейского залива, главный город департамента Атлантический. Океанский порт. Административно территория Виды охватывает 10 районов, 4 из них — городские, 6 — сельские. Территория его составляет 364 км²; численность населения — 64 433 человек по данным на 2002 год.
Основным занятием местных жителей является сельское хозяйство, близ Виды находится также крупная табачная фабрика. В прошлом Вида был одним из центров торговли рабами, а порт — их вывоза за океан.

## История
В средние века город назывался Ажуда и был столицей королевства Сахе. В 1680 году португальцы строят здесь порт и крепость, однако вскоре оставляют их. В 1721 году португальцы возвращаются и обновляют форт, дав ему название Сан-Жуан-Баптишта-де-Ажуда (São João Baptista de Ajuda, форт святого Иоанна Крестителя в городе Ажуда). В 1727 году она подвергается нападению короля Дагомеи Доссу Агаджа, захватившего в 1728 королевство Сахе. В 1806—1849 гг. командантом крепости был Франсиску Феликс ди Соза — кровный брат короля Гезо, пожалованный им правом монополии на работорговлю. В 1859 году португальцы оставляют Виду, и в 1861 король Дагомеи передаёт её французским миссионерам, однако в 1869 году португальцы возвращают себе город и назначают в него губернатора. Затем город включают в колонию Сан-Томе и Принсипи. В 1961 году Дагомея потребовала передачи ей города, и в 1975 году Португалия окончательно официально отказалась от своих прав на Виду.

## Достопримечательности

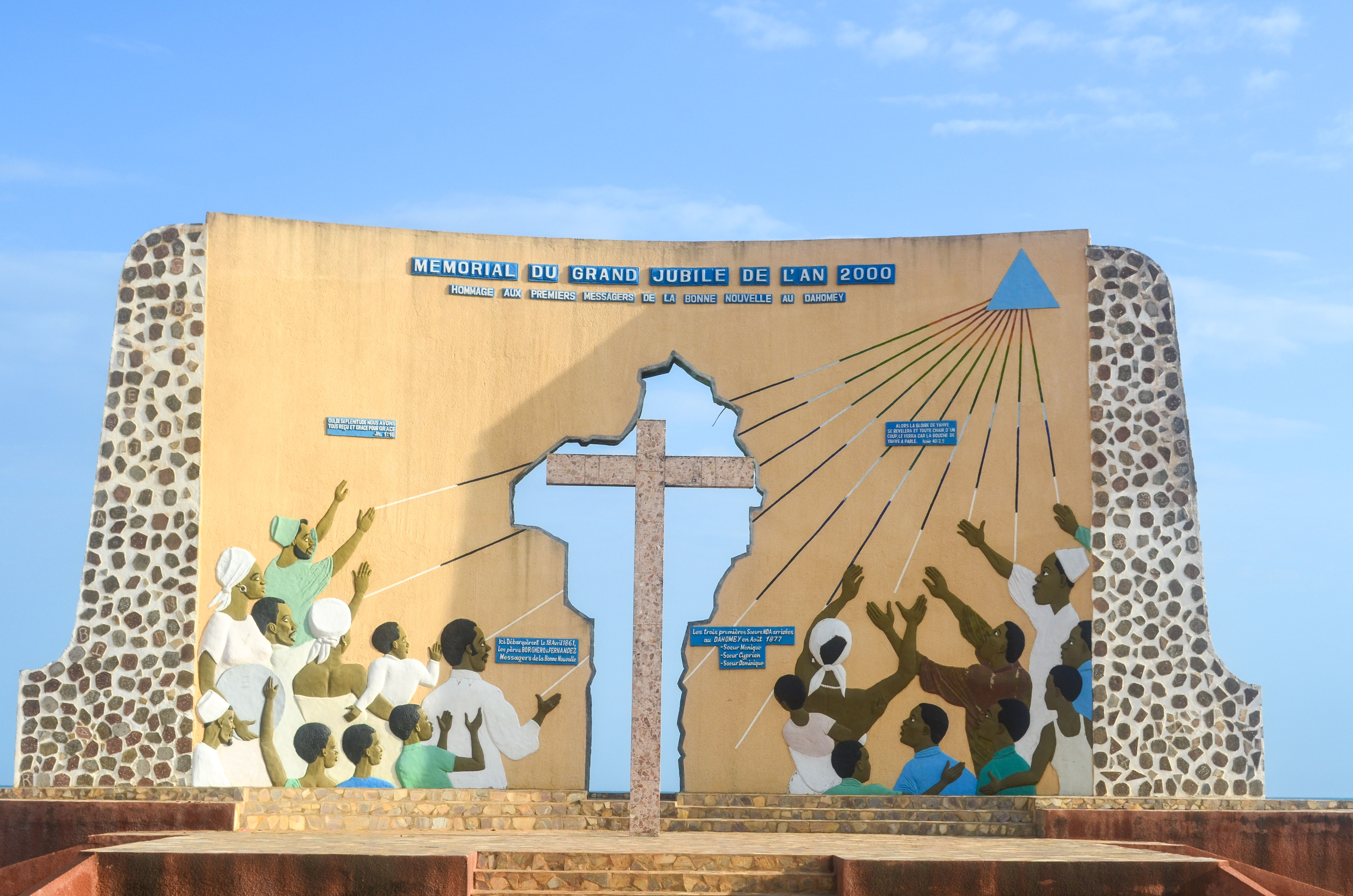
Вида

К местным достопримечательностям относятся Исторический музей, старинный португальский форт, Священный лес, Путь рабов — дорога, соединяющая бывший рынок рабов с портом и монументальными «Воротами Невозвращения», созданная на средства ЮНЕСКО. Ежегодно 10 января на городском побережье Виды проводится большой фестиваль вуду.

## Знаменитые уроженцы
- Анжелика Киджо — одна из самых известных африканских певиц.
- Эмиль Зинсу — бывший президент Республики Дагомея одним из старейших политиков XX века живших на планете, скончался на 99-м году.
- Поль-Эмиль де Соуза — бывший президент Республики Дагомея.
- Патрис Талон — президент Республики Бенин с 2016 года.